# Pavel Pospíšil
Pavel Pospíšil (ur. 20 marca 1944 w Zlinie, zm. 15 grudnia 2024) – czesko-niemiecki kucharz i restaurator.

## Życiorys

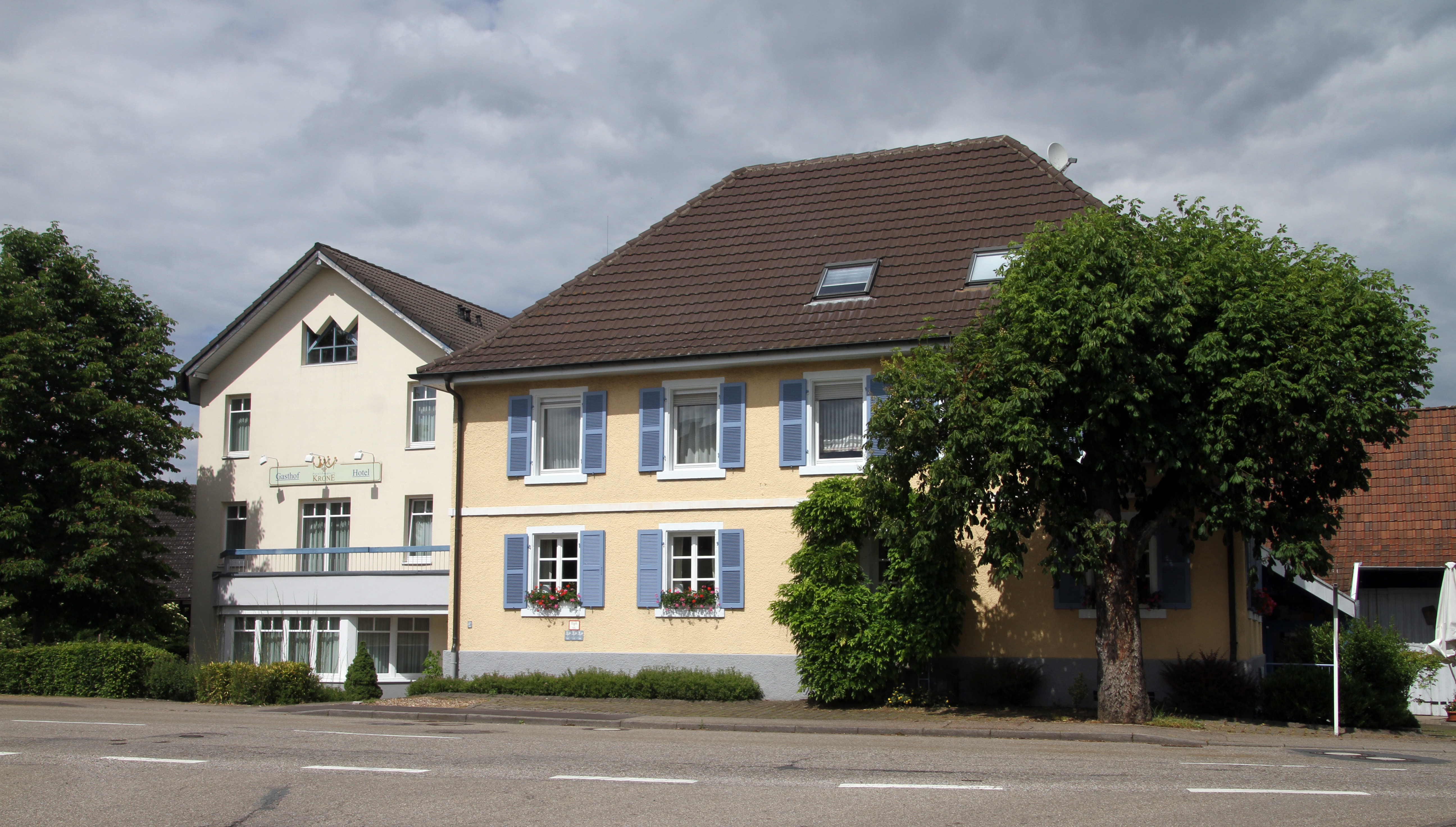
Restauracja i hotel Pospisil’s Gasthof Krone w Bühl

Ukończył szkołę gastronomiczna w Vyškovie, a następnie kontynuował naukę w szkole hotelarskich w Pieszczanach. Przez krótki czas pracował w gastronomii w Czechosłowacji, a następnie w drugiej połowie lat 60. XX wieku wyjechał na staż do Niemiec Zachodnich, gdzie po wydarzeniach marca 1968 roku postanowił zostać na stałe. Jest jedynym czeskim kucharzem i restauratorem, którego lokal Mercurius, prowadzony w Baden-Baden uzyskał w 1980 roku gwiazdkę Michelina i został przedstawiony w przewodniku Michelina. Ponadto otrzymał 17 punktów w przewodniku kulinarnym Gault Millau, 4 punkty w przewodniku Feinschmeckera oraz 4 „widelce” w przewodniku Aral. W 1996 roku sprzedał ten lokal, po czym w mieście Bühl otworzył restaurację i hotel Pospisil’s Gasthof Krone, gdzie serwował dania kuchni czeskiej i niemieckiej. Prowadzony przez niego lokal został uznany za jedną z dwudziestu najlepszych restauracji w Niemczech.
Występował w słowackich programach kulinarnych, gdzie zasiadał w jury lub prowadził pokazy kulinarne.